# Walter Ciofani
Walter Ciofani (* 17. Februar 1962 in Sedan) ist ein ehemaliger französischer Leichtathlet, der sich auf den Hammerwurf spezialisiert hatte.

## Sportliche Karriere
Der 1,85 Meter große Walter Ciofani startete für den Racing Club de France in Paris. Er gewann von 1983 bis 1987 fünf französische Meistertitel im Hammerwurf. Seine Bestleistung von 78,50 Meter warf er am 25. Mai 1985 in Bourg-en-Bresse.
1983 erreichte Ciofani mit 67,04 Meter den vierten Platz bei den Mittelmeerspielen in Casablanca und verfehlte eine Medaille um 13 Zentimeter. Bei den Olympischen Spielen 1984 in Los Angeles warf Ciofani in der Qualifikation 73,10 Meter und war Sechstbester. Im Finale erreichte er 73,46 Meter und belegte damit den siebten Platz. Zwei Jahre später bei den Europameisterschaften 1986 in Stuttgart schied Ciofani mit 70,84 Meter in der Qualifikation aus. 1987 bei den Weltmeisterschaften in Rom erreichte Ciofani in der Qualifikation 76,12 Meter. Im Finale wurde er Elfter mit 75,34 Meter. Vier Jahre später bei den Weltmeisterschaften in Tokio kam er in der Qualifikation auf 74,74 Meter. Im Finale steigerte er sich auf 76,48 Meter und belegte damit den sechsten Platz.

## Familie
Walter Ciofani heiratete die kamerunische Leichtathletin Jeanne-Nicole Ngo Minyemeck. Beider Tochter Anne-Cécile Ciofani gewann eine olympische Silbermedaille im Siebener-Rugby. Die jüngere Tochter Audrey Ciofani ist Hammerwerferin.